# Arantzazu Azpiroz Azpiroz
Arantzazu Azpiroz Azpiroz (Berastegi, Guipúscoa, 1 de setembre de 1981) és una ciclista basca, que fou professional del 2001 al 2008.

## Palmarès en ruta
- 2000
  - 1a a l'Emakumeen Saria
- 2002
  -  Campiona d'Espanya en ruta
- 2005
  - 1a a l'Emakumeen Aiztondo Sari Nagusia
- 2007
  - Vencedora d'una etapa a la Ruta de França[2]
- 2008
  - 1a a la Copa d'Espanya
  - 1a a l'Emakumeen Aiztondo Sari Nagusia
  - 1a al Trofeu Roldán

## Palmarès en pista
- 2001
  -  Campiona d'Espanya en Puntuació